# Montgrí
|  | Per a altres significats, vegeu «Massís del Montgrí». |

El Montgrí o muntanya de santa Caterina és una muntanya de 303 metres que es troba al Massís del Montgrí, dins el municipi de Torroella de Montgrí, a la comarca catalana del Baix Empordà.
Al cim de la muntanya hi trobem el Castell del Montgrí.
Aquest cim està inclòs al llistat dels 100 cims de la FEEC.